# Ken Guru & the Highjumpers
Ken Guru & the Highjumpers war eine deutsche Ska- und Reggae-Band.

## Bandgeschichte
Die aus Dresden beziehungsweise Radebeul stammende Band wurde 2005 in Dresden gegründet. Im Jahr 2008 erschien ihr Debütalbum mit dem Titel „The Sound of Ken Guru & the Highjumpers“, welches in der Szene sehr positiv aufgenommen wurde. Es folgten zahlreiche Konzerte im gesamten Bundesgebiet. Musikalisch orientiert sich die Band an traditionellem Ska, Rocksteady und Early Reggae.

Seit 2010 tritt die Band seltener auf. Mitglieder von Ken Guru & The Highjumpers sind aber weiter in verschiedenen Bands, wie Bobby Pins & The Saloon Soldiers, The Floorettes und building(s) aktiv. Seither trat die Band meist im Dresdener Umland auf, war aber auch mehrmals Backing-Band für den Jamaikaner Winston Francis in Deutschland und Österreich.

## Diskografie
- 2008: The Sound of Ken Guru & the Highjumpers
- 2009: 50 Years of Ska - The Anniversary Sampler